# Galissus cyanopterus
Galissus cyanopterus là một loài bọ cánh cứng trong họ Cerambycidae.